# Карнатка польова
Карнатка польова (Spizella pusilla)  — вид невеликих вівсянкових Нового Світу з родини Passerellidae. Як свідчить ім'я, птах полюбляє поля та інші відкриті ландшафти. Вважається, що з епохою розселення європейців в Америці і різкого зменшення лісистості поширення цього птаха суттєво зросло. Зараз стан популяції карнатки польової не вважається загрозливим, хоча поступово зменшується протягом останніх десятиліть. 

## Вигляд
Відрізняється вохристою «шапочкою» та смужкою на рівні очей, а також на щоках та боках при основі крил. Груди й живіт однотонно світло-сірі з рудуватим відтінком. Крила з білими поперечними смугами, від рудого тону при основі до темно-коричневого на кінцях. Дзьоб характерного рудувато-червоного кольору.

## Поширення
Карнатку польову можна зустріти у східній частині північноамериканського континенту до північних берегів озер Онтаріо та Гурон, не доходячи до озера Верхнього, і трохи далі на північ аж до південного краю Саскачевану і трохи в Манітобі. Взимку мігрує у південні штати США та до Мексики. Є дані, що насправді мігрують популяції з північних ареалів гніздування, а з середніх ареалів залишаються на місці круглорічно. Карнатка польова приурочена до зарослих чагарниками полів, пасовищ, межових лісосмуг та інших сільгоспугідь. На зимівлі її також можна побачити на узліссях, гущавинах, у чагарниках та полях у невеликих зграях.

## Поведінка
Тримається на землі, в чагарниках, робить невеликі перельоти. Живиться влітку пів-на-пів зерном та комахами, а взимку та в перехідні періоди — приблизно на 9/10 дрібним насінням злаків, бур'янів. У час гніздування тримається парами, у весь інший час — у невеликих зграях. Гнізда — невеликі чашоподібні, плетені з трав, всередині вистелені волоссям, шерстю тварин, сховані під хмизом чи заплутаними кущами трав. За сезон може мати одну — дві, часом більше кладок по 3—5, зрідка 2—6 яєць, які висиджує самиця, а вигодовують молодняк обоє батьків, за винятком ситуації, коли самиця приступає до висиджування наступної кладки, тоді самець бере відповідальність за підростаючих пташенят на себе. В разі втрати кладки птахи одразу приступають до наступної, іноді по багато разів. Також помічено, що карнатка польова покидає гніздо з підкладеними яйцями паразита вашера буроголового та одразу кладе інше. 